# Haut-shérif du South Glamorgan
Le haut-shérif du South Glamorgan (High Sheriff of South Glamorgan en anglais) ou le haut-shérif de De Morgannwg (Uchel Siryf De Morgannwg en gallois) est le représentant judiciaire de la monarchie britannique dans le comté du South Glamorgan.
La fonction est pour la première fois exercée par George Frederick Kenneth Morgan, nommé le 26 mars 1974 pour l’année 1974–1975. Janey Elizabeth Howell est le haut-shérif du South Glamorgan pour l’année 2024-2025 à la suite de sa nomination le 14 mars 2024.

## Histoire
Au sens du Local Government Act 1888, les shrievalties sont définies à partir des comtés administratifs créés à partir du 1er avril 1889 en Angleterre et au pays de Galles. Cependant, au pays de Galles, celles-ci sont modifiées au 1er avril 1974 d’après la disposition 219 du Local Government Act 1972,.
Une nouvelle shrievalty couvrant le comté du South Glamorgan est ainsi érigée à partir de celles du Glamorgan (comprenant le borough de comté de Cardiff) et du Monmouthshire, de façons partielles. Alors que les fonctions de shérifs du Glamorgan (en) et du Monmouthshire (en) sont abolies le 31 mars 1974, celle de haut-shérif du South Glamorgan est instituée au 1er avril 1974.
Le Local Government (Wales) Act 1994 abolit les comtés créés au pays de Galles par la loi de 1972 au 31 mars 1996. Toutefois, ceux-ci conservent un rôle cérémoniel limité en tant que comtés préservés, notamment dans le cadre des shrievalties. Ainsi, le comté préservé du South Glamorgan reste opérationnel dans de nouvelles limites territoriales, qui sont les mêmes que celles décrites par la loi en 1972, avec l’ajout des communautés d’Ewenny, de Pentyrch, de St Bride's Major et de Wick, issues du Mid Glamorgan.

## Liste des haut-shérifs
| Identité                        | Nomination   | Souverain    | Année     |
| ------------------------------- | ------------ | ------------ | --------- |
| George Frederick Kenneth Morgan | 26 mars 1974 | Élisabeth II | 1974–1975 |
| Anthony Selwyn Martyn           | 18 mars 1975 | Élisabeth II | 1975–1976 |
| Joseph Gerald Gaskell           | 17 mars 1976 | Élisabeth II | 1976–1977 |
| Francis Edward Sutherland Hayes | 9 mars 1977  | Élisabeth II | 1977–1978 |
| Christopher Michael Brain       | 21 mars 1978 | Élisabeth II | 1978–1979 |
| Harold Emmott Williams          | 14 mars 1979 | Élisabeth II | 1979–1980 |
| Henry Gethin Lewis              | 19 mars 1980 | Élisabeth II | 1980–1981 |
| Christopher Matthew Peterson    | 18 mars 1981 | Élisabeth II | 1981–1982 |
| Ivan Dale Owen                  | 10 mars 1982 | Élisabeth II | 1982–1983 |
| Ian Eric Colston                | 16 mars 1983 | Élisabeth II | 1983–1984 |
| Cecil Herbert Rapport           | 14 mars 1984 | Élisabeth II | 1984–1985 |
| William Emyrs Evans             | 20 mars 1985 | Élisabeth II | 1985–1986 |
| Brooke Charles Boothby          | 26 mars 1986 | Élisabeth II | 1986–1987 |
| Donald Walters                  | 18 mars 1987 | Élisabeth II | 1987–1988 |
| Dudley Henry Fisher             | 23 mars 1988 | Élisabeth II | 1988–1989 |
| Christopher Leslie Pollard      | 15 mars 1989 | Élisabeth II | 1989–1990 |
| Brian Keith Thomas              | 14 mars 1990 | Élisabeth II | 1990–1991 |
| Michael John Clay               | 20 mars 1991 | Élisabeth II | 1991–1992 |
| Alastair Owen Golley            | 16 mars 1992 | Élisabeth II | 1992–1993 |
| John Mascall Darby Curteis      | 10 mars 1993 | Élisabeth II | 1993–1994 |
| Joanna Gethin Cory              | 15 mars 1994 | Élisabeth II | 1994–1995 |
| John Wynford Evans              | 15 mars 1995 | Élisabeth II | 1995–1996 |
| Ralph Phillip Vinson Rees       | 13 mars 1996 | Élisabeth II | 1996–1997 |
| John Wilson Phillips            | 19 mars 1997 | Élisabeth II | 1997–1998 |
| David Mansel Jones              | 18 mars 1998 | Élisabeth II | 1998–1999 |
| Meriel Watkins                  | 10 mars 1999 | Élisabeth II | 1999–2000 |
| Michael Charles Eddershaw       | 15 mars 2000 | Élisabeth II | 2000–2001 |
| Rhodri Llewellyn Traherne       | 14 mars 2001 | Élisabeth II | 2001–2002 |
| Colin John Richards             | 26 mars 2002 | Élisabeth II | 2002–2003 |
| Josephine Homfray               | 20 mars 2003 | Élisabeth II | 2003–2004 |
| Fiona Natalie Peel              | 10 mars 2004 | Élisabeth II | 2004–2005 |
| Derek Ivor Rapport              | 22 mars 2005 | Élisabeth II | 2005–2006 |
| Monjulee Webb, lady Webb        | 8 mars 2006  | Élisabeth II | 2006–2007 |
| Paul Michael Williams           | 6 mars 2007  | Élisabeth II | 2007–2008 |
| Brian Idris Rees                | 12 mars 2008 | Élisabeth II | 2008–2009 |
| Anthony James Hazell            | 18 mars 2009 | Élisabeth II | 2009–2010 |
| Margaret Anne Campbell          | 17 mars 2010 | Élisabeth II | 2010–2011 |
| Roger Geraint Thomas            | 16 mars 2011 | Élisabeth II | 2011–2012 |
| Arun Daniel Midha (en)          | 14 mars 2012 | Élisabeth II | 2012–2013 |
| Morfudd Ann Meredith            | 13 mars 2013 | Élisabeth II | 2013–2014 |
| David Ward Jenkins              | 5 mars 2014  | Élisabeth II | 2014–2015 |
| Heather Vivienne Stevens        | 19 mars 2015 | Élisabeth II | 2015–2016 |
| John David Williams             | 15 mars 2016 | Élisabeth II | 2016–2017 |
| Gilbert Campbell Lloyd          | 8 mars 2017  | Élisabeth II | 2017–2018 |
| Brian Charles Lakin             | 14 mars 2018 | Élisabeth II | 2018–2019 |
| Isabel Mary Graham              | 13 mars 2019 | Élisabeth II | 2019–2020 |
| Andrew Rhys Howell              | 11 mars 2020 | Élisabeth II | 2020–2021 |
| Peter Richard Dewey             | 10 mars 2021 | Élisabeth II | 2021-2022 |
| Rosaleen Moriarty-Simmonds      | 16 mars 2022 | 2022         |           |
| Rosaleen Moriarty-Simmonds      | 16 mars 2022 | Charles III  | 2022-2023 |
| David Rhys Hughes James         | 8 mars 2023  | Charles III  | 2023-2024 |
| Janey Elizabeth Howell          | 13 mars 2024 | Charles III  | 2024-2025 |